# Алексеев, Алексей Алексеевич (серийный убийца)
Алексей Алексеевич Алексеев (род. 29 июля 1959, Улан-Удэ, Бурятская АССР, РСФСР, СССР — 29 апреля 2014, СИЗО-1, Улан-Удэ, Республика Бурятия, Россия) — российский преступник: серийный и наёмный убийца, поджигатель, главарь банды. В 2009—2014 годах совершил 4 убийства. В двух из них был непосредственным исполнителем, в других выступал в роли организатора. Через два месяца после ареста скончался в СИЗО до суда. Его вина была доказана развёрнутыми признательными показаниями, получившими подтверждение в ходе предварительного следствия.

## Биография

### Ранние годы
О ранней жизни Алексея Алексеева известно мало. Родился в Улан-Удэ 29 июля 1959 года. После окончания школы был призван на срочную службу в ряды советской армии. Впоследствии он заключил контракт о прохождении дальнейшей военной службы и построил на этом поприще карьеру. В середине 1980-х годов женился, в браке родилось двое детей. В 1991 году в связи с массовым сокращением военнослужащих Алексеев был уволен со службы в звании майора. После распада СССР и последовавших за ним экономических реформ семья Алексеева начала испытывать материальные трудности, вследствие чего они с женой были вынуждены заниматься уличной торговлей. Вскоре из-за постоянных бытовых ссор на почве бедности Алексеев развёлся и последующие годы жил один. В начале 2000-х годов Алексеев начал заниматься предпринимательской деятельностью, открыв собственный продуктовый магазин при воинской части в посёлке Звёздный. В этот период времени он начал увлекаться алкогольными напитками, а также был судим за незаконный оборот огнестрельного оружия, получив в качестве наказания условный срок. Знакомыми Алексеев характеризовался неоднозначно. Он не был замечен в проявлении девиантного поведения по отношению к окружающим, однако отличался патологической жадностью и мстительностью.

### Убийства
В 2009 году Алексеев совершил два убийства. Первой жертвой стал электромонтёр Алексей Лапин, которого Алексеев нанял для выполнения работы по установке сигнализации в своём магазине, заплатив ему тысячу рублей. В конечном итоге Алексеев остался недоволен проделанной Лапиным работой, посчитав её некачественной, так как вскоре в магазине случилось короткое замыкание, после чего решил убить Лапина. Для участия в преступлении Алексеев привлёк своего давнего знакомого Сергея Нагорнова. В один из апрельских дней Алексеев и Нагорнов позвали Лапина в гости и напоили его спиртным, после чего под обманным предлогом вывезли его в лесной массив на окраине города, где Алексеев убил пьяного Лапина, выстрелив в него из травматического пистолета «Оса» и добив двумя выстрелами в голову из обреза охотничьего ружья. Затем Алексеев бил ножом уже безжизненное тело. С целью сокрытия следов преступления, Алексеев с Нагорновым закопали труп убитого и присыпали могилу мусором.
10 июля Алексеев совершил второе убийство, вновь при содействии Нагорнова. Убитым стал знакомый Алексеева — подполковник Евгений Горбунов, служащий в местной воинской части заместителем командира, который требовал у Алексеева деньги в качестве арендной платы за использование служебных помещений для коммерческой деятельности. Сумма, которую потребовал Горбунов, показалась Алексееву чрезмерно завышенной, и он решил не платить и убить его. В июле, вместе с Нагорновым, под предлогом помочь вытащить автомобиль, Алексеев заманил Горбунова в лес возле пригородной трассы и убил его, выстрелив в затылок из обреза в салоне машины.

### Следующие преступления
Следующие два убийства Алексеев поручил своему новому знакомому — 34-летнему Евгению Пушкарёву. В 2000-х годах Пушкарёв был дважды осуждён и приговорён к лишению свободы. В 2013 году он освободился из колонии, после чего начал вести бродяжнический образ жизни. Некоторое время он жил в гаражном кооперативе на улице Борсоева, где Алексеев арендовал гараж, и однажды сказал Алексееву, что он отгонял от его гаража подозрительных людей, и в качестве благодарности Алексеев стал покупать Пушкарёву еду и спиртное, а затем трудоустроил его в свой магазин и решил использовать его для совершения преступлений. В то же время к Алексееву обратился его приятель Виктор Сазонов с предложением убить своего младшего брата Александра за денежное вознаграждение, и Алексеев взял заказ, решив поручить его непосредственное выполнение Пушкарёву. В ноябре 2013 года Алексеев и Пушкарёв заманили Александра Сазонова в гараж, где собирались напоить его водкой со снотворным, после чего вывезти в безлюдное место и убить, однако Сазонов пить водку не стал, так как увидел в ней крошки клофелина. Сазонов не проявил бдительности и посчитал нерастворённые куски снотворного грязью из стакана, после чего Алексеев изменил план и предложил Сазонову прокатиться до реки Селенги, где его должен был убить Пушкарёв, и Сазонов согласился. Уже возле реки Алексеев остановился, после чего Пушкарёв нанёс Сазонову несколько ударов ножом в грудь. Затем жертву вытащили из машины, и Пушкарёв утопил Сазонова в реке, силой удерживая голову под водой, от чего он скончался. Труп со следами колото-резаных ран и асфиксии был найден случайными прохожими через несколько дней. За выполнение заказа брат Сазонова заплатил Алексееву 400 тысяч рублей, а Пушкарёву — 50 тысяч.
Вскоре Алексеев поручил Пушкарёву сжечь автомобили женщин, которые в 2006 году работали продавщицами в его магазине и, как считал Алексеев, воровали из него продукты и промышляли растратой. В результате поджога пострадали две машины.
Следующее преступление Алексеев также совершил с помощью Пушкарёва. Жертвой стал муж его родной сестры, с которой он имел затяжной семейный конфликт, — 47-летний Александр Ринчинов, работавший в угольной компании инспектором налоговой службы. Алексеев давно собирался отомстить сестре за то, что она не отдавала ему денег с продажи родительской квартиры, в которой он имел свою долю. Поначалу Пушкарёв под руководством Алексеева поджог дачу его сестры, но и после этого она мириться с братом не стала и «намёка» не поняла, вследствие чего Алексеев решил убить её мужа. С конца января 2014 года Алексеев с Пушкарёвым вели слежку за Ринчиновым, подбирая подходящий момент для убийства, но он всегда выходил из дома с сестрой Алексеева, а убивать его на глазах сестры Алексеев Пушкарёву запретил. Тогда Пушкарёв решил застрелить его по дороге на работу. На протяжении нескольких дней Пушкарёв выслеживал его путь от подъезда до места работы, но на улице всегда были лишние свидетели. Ранним утром 14 февраля, Пушкарёв подобрал подходящий момент и убил Ринчинова двумя выстрелами в спину из обреза ружья, от чего он скончался на месте, после чего скрылся во дворах, где уехал со ждавшим его в подворотне Алексеевым.

### Арест, следствие и смерть
На этот раз преступники совершили роковую ошибку и не учли то, что в районе (центр Улан-Удэ) было полно камер видеонаблюдения, и убийство Ринчинова, сам убийца и его предполагаемый автомобиль были записаны, благодаря чему следователям быстро удалось установить марку машины, а дополнительный опрос местных жителей помог узнать приметы преступников. В ходе следствия выяснилось, что всего в республике машин марки «Ssang Yong Actyon», на которой приехали преступники, зарегистрировано 149 экземпляров. В результате были проверены все автомобили этой марки, и правоохранительные органы вышли на след Алексеева, брата жены Ринчинова. Вдобавок, его машину опознали свидетели — жители соседних с местом убийства домов, видевшие, как с 6 февраля каждый день к дому Ринчинова подъезжал автомобиль Алексеева. Затем следователи сопоставили, что все предыдущие жертвы нераскрытых преступлений (убийства Лапина, Горбунова и Сазонова; поджоги автомобилей) были так или иначе связаны и знакомы с Алексеевым. На основании этих фактов, 28 февраля Алексеев и Пушкарёв были задержаны в квартире Алексеева. В ходе следствия Алексеев дал признательные показания и написал явку с повинной, а также выдал своего сообщника в первых двух убийствах — Сергея Нагорнова, и заказчика третьего убийства Виктора Сазонова, которые вскоре также были арестованы и также признались в инкриминируемых деяниях.
Алексеев до суда не дожил — в следственном изоляторе № 1 по Улан-Удэ он заболел скоротечной двусторонней формой пневмонии, от последствий которой скончался в тюремной больнице 29 апреля 2014 года, и перед судом предстали лишь его сообщники. 15 марта 2015 года, Верховный суд Республики Бурятия назначил Пушкарёву уголовное наказание в виде 22 лет лишения свободы, Нагорнову — 14 лет лишения свободы, Сазонову — 13 лет лишения свободы.

## В массовой культуре
- Документальный фильм «Повелитель смерти» из цикла «По следу монстра» (2021)